# توني جونز (لاعب كرة قدم أمريكية)
توني جونز (بالإنجليزية: Tony Jones)‏ هو لاعب كرة قدم أمريكية أمريكي، ولد في 30 ديسمبر 1965 في غرابلاند في الولايات المتحدة.

## وصلات خارجية
- توني جونز على موقع مرجع كرة القدم المحترفة.كوم (الإنجليزية)